# Famiglia francescana
Con l'espressione famiglia francescana viene genericamente indicato un ordine o istituto sia religioso sia di vita apostolica o anche secolare che, canonicamente approvato dalla competente autorità della Chiesa, si rifà in modo esplicito all'esperienza di san Francesco d'Assisi seguendo una delle regole date per il Primo, il Secondo o il Terzo ordine francescano sia regolare sia secolare o anche una regola propria, come accade ad esempio per alcune comunità di nuova fondazione.

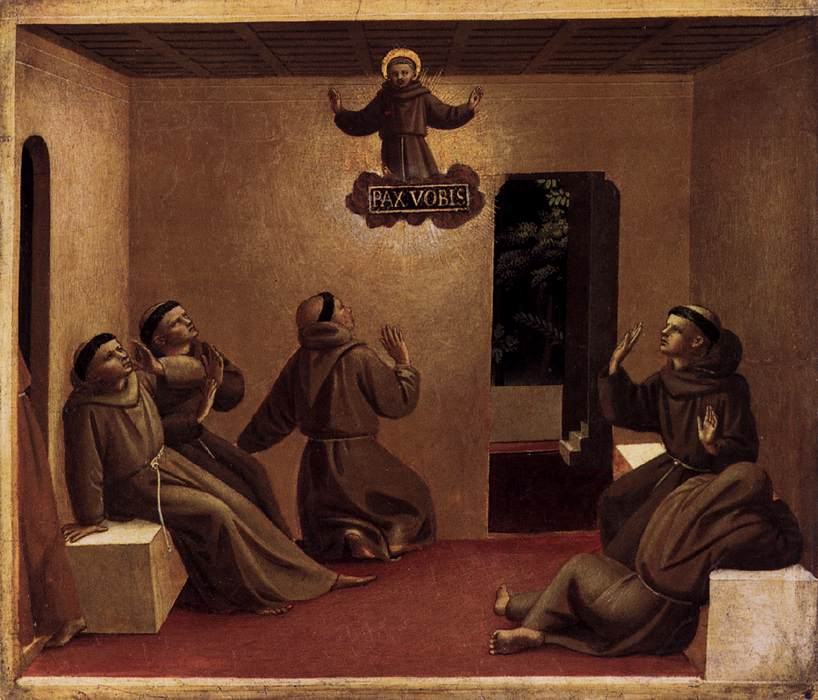
Francescani in preghiera ricevono l'apparizione di San Francesco (Beato Angelico, 1429)

Con lo stesso nome di "famiglia francescana" viene tuttavia anche indicato l'insieme di tali singole comunità, «nella loro diversità e nelle loro differenti forme» In tal senso l'espressione è stata recentemente utilizzata ad esempio da papa Benedetto XVI nel Discorso ai membri della famiglia francescana partecipanti al "Capitolo delle stuoie" in occasione dell'incontro tenutosi presso il Palazzo Apostolico di Castel Gandolfo il 18 aprile 2009.
Per quanto riguarda gli ordini più diffusi, la Compagnia di Gesù rimane l'istituto religioso col più alto numero di membri (17.676), seguito dalla Società salesiana di San Giovanni Bosco (15.573), dall'Ordine dei frati minori (14.123) e dall'Ordine dei frati minori cappuccini (10.786). Però se si considera l'Ordine francescano del Primo Ordine nel complesso, arriva al primo posto col più alto numero di membri (28.719) e se si considerano tutti i frati e le monache francescane (Primo, Secondo, Terz'Ordine Regolare e Nuove Comunità nel mondo) si arriva addirittura alla cifra di 46.258.

## Le singole famiglie francescane

### Primo Ordine (detto anche Ordine francescano)
- Ordine dei frati minori (O.F.M.) Sito ufficiale
- Ordine dei frati minori conventuali (O.F.M.Conv.) Sito ufficiale Archiviato il 9 maggio 2008 in Internet Archive.
- Ordine dei frati minori cappuccini (O.F.M.Cap.) Sito ufficiale

### Secondo Ordine
- Clarisse
- Clarisse urbaniste
- Clarisse colettine
- Clarisse cappuccine
- Monache annunziate
- Concezioniste francescane

### Terzo Ordine

#### Regolare
- Terzo ordine regolare di San Francesco (TOR) Sito ufficiale
- Monache del Terzo ordine regolare di San Francesco Pagine dedicate alle Monache TOR nel sito ufficiale del Terzo ordine regolare di San Francesco
- Suore terziarie francescane elisabettine
- Suore francescane della penitenza e della carità cristiana
- Vergini eremite francescane

#### Secolare
- Ordine francescano secolare (OFS) Sito ufficiale
- Gioventù francescana (Gi.Fra.) Sito ufficiale della Gi.Fra. d'Italia

### Nuove comunità
- Frati francescani del rinnovamento Sito ufficiale
- Frati francescani dell'Atonement Sito ufficiale
- Frati minori missionari
- Frati minori rinnovati (F.M.R.) Sito ufficiale
- Sorelle minori di San Francesco
- Fratelli di San Francesco Sito ufficiale
- Fraternità francescana di Betania (F.F.B.) Sito ufficiale Archiviato il 1º luglio 2012 in Internet Archive.
- Frati francescani dell'Immacolata (F.I.) Sito ufficiale
- Suore francescane dell'Immacolata (F.I.) Sito ufficiale
- Clarisse dell'Immacolata (F.I.) Sito ufficiale

## La famiglia francescana nel suo insieme
A livello internazionale la famiglia francescana trova una sua forma istituzionale nelle seguenti organizzazioni:
- Conferenza ministri generali del primo ordine francescano e del TOR;
- Conferenza francescana internazionale delle sorelle e dei fratelli del terzo ordine regolare (CFI-TOR);
- Conferenza della famiglia francescana (CFF): che comprende i quattro ministri generali, il/la ministro/a generale dell'OFS e il/la presidente della Conferenza francescana internazionale del TOR (CFI-TOR).

Analogamente può accadere a livello locale, ad esempio in Italia è attiva l'Unione conferenze dei ministri provinciali famiglie francescane d'Italia che però comprende solo i superiori provinciali (o equiparati) di OFM, OFMConv e OFMCap. Sempre in Italia, alla fine del XX secolo prende vita il Movimento francescano italiano (MoFra) che comprende il Movimento religiose francescane.

## Comunità di ispirazione francescana in ambito non-cattolico
«C'è da ricordare, inoltre, che il carisma francescano ha dato vita, un fatto più unico che raro, a famiglie francescane in altre confessioni cristiane: francescani e clarisse anglicani, gruppi francescani indù, "amici" di san Francesco in ogni cultura e religione».

### Comunione anglicana
- Community of Saint Francis
- Society of Saint Francis

### Chiesa luterana
- Evangelische Franziskaner-Tertiaren
- Evangelische Kanaan Franziskus-Bruderschaft
- Franciskus Tredje Orden
- Ordine dei Francescani Luterani[5], in Italia gestito della Chiesa Protestante Episcopale.

### Ordini ecumenici
- Companions of Jesus[6]
- Ordine Ecumenico dei Fratelli e delle Sorelle della Conversione del Cuore[7]

## Documenti
- Omelia del Santo Padre Giovanni XXIII in occasione del 750º Anniversario dell'approvazione della Regola francescana, Arcibasilica Lateranense, 16 aprile 1959.
- Messaggio di Giovanni Paolo II alle famiglie francescane in occasione della visita pastorale a Rieti e Greccio, Eremo di Greccio, Rieti, 2 gennaio 1983
- Omelia del cardinale Roger Etchegaray per il giubileo della famiglia francescana, basilica di San Giovanni in Laterano, 9 aprile 2000
- Discorso del Santo Padre Benedetto XVI ai membri della famiglia francescana partecipanti al "Capitolo delle stuoie", cortile del palazzo Apostolico di castel Gandolfo, 18 aprile 2009
- Autori francescani, 13o - 18o secolo, lingua inglese